# Oleksij Griščenko
Oleksij (Oleksa) Vasiljovič Griščenko (ukr. Олексій Васильович Грищенко, eng. Alexis Gritchenko); (Ukrajina, Krolevec, 2. travnja 1883. - Francuska, Vence, 28. siječnja 1977.); je ukrajinski slikar, teoretičar umjetnosti i pisac. Oleksij je za života izlagao svoja umjetnička djela širom svijeta, a za njegov stil je bila karakteristična srednjovjekovna bizantska umjetnost s prostora Ukrajine. Godine 2004. započeo je povratak njegovih prethodno deportiranih i razasutih vrijednih djela u ukrajinske muzeje. 

## Profesionalna biografija
Prije profesionalnog bavljenja likovnom umjetnošću Oleksij Griščenko je završio studij filologije i biologije na Kijevskom sveučilištu. Svoju umjetničku karijeru nastavio je studijem u carskoj Rusiji, a 1911. se preselio u Pariz gdje je nastavio profesionalnu umjetničku karijeru. Dvije godine potom posjetio je Italiju gdje je proučavao talijansku renesansu. Za svoga života je uvijek bio odan bizantskom umjetničkom stilu karakterističnom i prepoznatljivom za ukrajinske prostore. 
Nakon 1917. Oleksij je ponovno preselio u Moskvu gdje iza sebe ostavio mnoga vrijedna djela, potom je proputovao cijelu Europu, živjevši jedno vrijeme u južnoj Francuskoj i potom zapadnoj Ukrajini. Tada je ujedno 1937. izašla njegova prva ukrajinsko-francuska monografija. Godine 1958. u New Yorku je stvorena umjetnička fondacija koja je trebala sačuvati njegova autorska djela od daljnjeg uništenja, koja su prethodno prouzročena u ratovima i političkim režimima.  

## Vanjske poveznice
- Galerija slika Oleksija Griščenka (eng.)
- Biografija Oleksija Griščenka na Enciklopediji Ukrajine (eng.)